# Jewish Telegraphic Agency
Jewish Telegraphic Agency (JTA) este o agenție  internațională de știri care deservește ziarele comunității evreiești și mass-media din întreaga lume, cu 88 de abonați listați pe site-ul său web.

## Istoric
JTA a fost fondată în data de 6 februarie 1917 de către Jacob Landau ca Biroul de Corespondență Evreiască de la Haga care avea misiunea de a colecta și disemina știri care afectau comunitățile evreiești din diaspora, în special de pe fronturile de război din Europa. Biroul s-a mutat la Londra în 1919 și a operat sub numele actual.
În 1922 JTA și-a mutat sediul la New York. Prin 1925, peste 400 de ziare (evreiești și generale) erau abonate ale  JTA. Serviciile sale au determinat îmbunătățirea calității presei evreiești. Astăzi, ea are corespondenți la Washington, DC, Ierusalim, Moscova și în alte 30 de orașe din America de Nord și de Sud, Israel, Europa, Africa și Australia. JTA s-a angajat să prezinte știri de interes pentru comunitatea evreiască cu obiectivitate jurnalistică.
JTA este o corporație non-profit administrată de un Consiliu independent de Administrație. Ea susține că nu este afiliată niciunui partid politic sau niciunei ramuri specifice a iudaismului. „Noi respectăm multe organizații evreiești și israeliene, dar JTA are o altă misiune — de a oferi cititorilor și clienților știri echilibrate și de încredere”, a scris redactorul șef și directorul general al JTA Ami Eden. El a dat exemplul prezentării obiective de către JTA a incidentului legat de nava Mavi Marmara.